# Křesťanská literatura
Křesťanská literatura je literatura, která vychází z křesťanského náboženství a světového názoru a ve které se zpracovávají křesťanská témata. Vzhledem k tomu, že evropská literatura vznikala z velké části na křesťanském základě, získala křesťanská literatura své pevnější kontury až jako protipohyb k ateistickým proudům evropského osvícenství 17. a 18. století.
Za křesťanskou literaturu je možné označit některé projevy písemnictví už z biblických dob. Odráží se na ní i církevní příslušenství autora a proto má dnes i tato literatura mnoho směrů.

## Křesťanská nakladatelství
V České republice působí mnoho vydavatelství a nakladatelství zaměřených pouze na teologickou vědu. Mezi nejznámější patří:

### Nakladatelství Návrat domů
Knihy od vrcholných autorů jako je Clive Staples Lewis jsou často doporučovány nováčkům v teologickém prostředí. Nejznámějšími knihami jsou K jádru křesťanství, kde C. S. Lewis přistupuje k náboženství jako k vědeckému konceptu a zabývá se zde otázkami jako "Může Bůh stvořit kámen, který nedokáže uzvednout?" a "Proč je zlo?", nebo Letopisy Narnie, které možná na první pohled skrytě parafrázují křesťanskou nauku.

### Nakladatelství Kalich
Nakladatelství Kalich bylo založeno již v roce 1921 a již od tohoto roku vydává teologickou, ale i pedagogickou či filosofickou literaturu. Kromě této naučné literatury vydává nakladatelství humanisticky orientovanou prózu a poezii, původní českou i překladovou. Nechybí ani podobně zaměřená krásná literatura pro děti a mládež.
V repertoáru Kalichu lze najít jak moderní díla Jana Juna či Luďka Rejchrta – tedy díla žijících farářů či filosofů a jejich osobní rady do života nebo i do pedagogiky, tak i tvorbu téměř historických autorů, Forresta Cartera nebo Martina Luthera – autorů, kteří pro svět znamenali revoluci.